# Money in the Bank (2021)
Money in the Bank (2021) – gala wrestlingu wyprodukowana przez federację WWE dla zawodników z brandów Raw i SmackDown. Odbyła się 18 lipca 2021 w Dickies Arena w Fort Worth w stanie Teksas. Emisja była przeprowadzana na żywo za pośrednictwem serwisu strumieniowego Peacock w Stanach Zjednoczonych i WWE Network na całym świecie oraz w systemie pay-per-view. Była to dwunasta gala w chronologii cyklu Money in the Bank.
Podczas szczytu pandemii COVID-19 od marca 2020 do lipca 2021, WWE prezentowało swoje występy za zamkniętymi drzwiami, najpierw w WWE Performance Center, a następnie w sierpniu 2020 przeniosło się do biobezpiecznej bańki zwanej WWE ThunderDome (z wyłączeniem WrestleManii 37 w kwietniu 2021 roku, co było pierwszym dużym wydarzeniem firmy, na które fani mieli bilety na żywo od początku pandemii). Wraz ze spadkiem liczby przypadków i dostępnością szczepionek WWE opuściło ThunderDome i powróciło do harmonogramu tras na żywo w połowie lipca 2021 roku, oznaczając Money in the Bank jako pierwsze WWE PPV z pełną publicznością i pierwsze PPV zorganizowane poza stanem Florydy od czasu Elimination Chamber w marcu 2020 roku.
Podczas gali odbyło się siedem walk, w tym jedna podczas pre-show. W walce wieczoru, Roman Reigns pokonał Edge’a broniąc Universal Championship. Dodatkowo Big E oraz Nikki A.S.H. wygrali odpowiednio męski i żeński Money in the Bank ladder match. W innych ważnych walkach, Bobby Lashley pokonał Kofiego Kingstona poprzez techniczne poddanie broniąc WWE Championship oraz Charlotte Flair pokonała Rheę Ripley poprzez submission zdobywając rekordowo piąty raz Raw Women’s Championship. Podczas gali powrócił również John Cena, który wystąpił po raz pierwszy od WrestleManii 36 w kwietniu 2020.

## Produkcja
Money in the Bank oferowało walki profesjonalnego wrestlingu z udziałem wrestlerów należących do brandów Raw i SmackDown. Oskryptowane rywalizacje (storyline’y) kreowane są podczas cotygodniowych gal Raw i SmackDown. Wrestlerzy są przedstawieni jako heele (negatywni, źli zawodnicy i najczęściej wrogowie publiki) i face’owie (pozytywni, dobrzy i najczęściej ulubieńcy publiki), którzy rywalizują pomiędzy sobą w seriach walk mających budować napięcie. Kulminacją rywalizacji jest walka wrestlerska lub ich seria.
Walką charakterystyczną dla cyklu WWE Money in the Bank jest Money in the Bank ladder match, w którym zawodnicy walczą o zawieszoną nad ringiem walizkę Money in the Bank. W walizce znajduje się kontrakt upoważniający jego posiadacza/posiadaczkę do walki z obecnym mistrzem świata lub mistrzynią kobiet w dowolnym miejscu i czasie. Kontrakt może zostać wykorzystany do 12 miesięcy od dnia zdobycia walizki Money in the Bank. W tegorocznej edycji do Money in the Bank ladder matchu wyznaczono czterech zawodników oraz cztery zawodniczki z brandu Raw, a także czterech zawodników oraz cztery zawodniczki z brandu SmackDown.

### Rywalizacje
Walki kwalifikacyjne do męskiego Money in the Bank ladder matchu rozpoczęły się 21 czerwca na odcinku Raw. Ricochet, John Morrison i Riddle zakwalifikowali się pokonując odpowiednio AJ Stylesa, Randy’ego Ortona i Drew McIntyre’a. Ostateczne miejsce Raw zostało określone w Triple Threat matchu w następnym tygodniu, który pierwotnie miał rozegrać się pomiędzy Stylesem, Ortonem i McIntyre’em; jednak Orton nie był w stanie konkurować z nieznanych powodów. Odbył się Battle Royal, aby zająć miejsce Ortona w Triple Threat matchu. Riddle, Tag Team partner Ortona z RKBro, przekonał WWE officials Adama Pearce’a i Sonyę Deville, aby pozwolili mu wziąć udział w Battle Royalu, gdzie jeśli wygra, będzie reprezentował Ortona w Triple Threat matchu. Chociaż Riddle wygrał Battle Royal, McIntyre wygrał Triple Threat match, aby zdobyć ostatnie miejsce Raw w Money in the Bank ladder matchu. Pierwsze miejsce SmackDown zajął Big E, który zakwalifikował się pokonując Intercontinental Championa Apollo Crewsa 25 czerwca na odcinku SmackDown. W następnym tygodniu Kevin Owens zakwalifikował się pokonując Samiego Zayna w Last Man Standing matchu, który był rewanżem za Hell in a Cell, który wygrał Zayn. Ostatnie dwa miejsca na SmackDown zostały obsadzone 9 lipca: Seth Rollins pokonał Cesaro, co było kolejnym rewanżem za Hell in a Cell, który również wygrał Rollins, a King Nakamura pokonał Barona Corbina, wcześniej King Corbin, zanim stracił swoją koronę King of the Ring na rzecz Nakamury, który przyjął przydomek króla.
Walki kwalifikacyjne do żeńskiego Money in the Bank ladder matchu również rozpoczęły się 21 czerwca na odcinku Raw. Cztery uczestniczki brandu wyłoniły dwie walki Tag Teamowe, w których zakwalifikowały się członkinie zwycięskich drużyn. Asuka oraz Naomi zakwalifikowały się, pokonując Evę Marie oraz Doudrop (dawniej Piper Niven w NXT UK), a później Alexa Bliss oraz Nikki Cross, przy czym ta ostatnia zawiera gimmick superbohatera i nowy pseudonim Nikki A.S.H (skrót od „Almost SuperHero”), zakwalifikowały się pokonując Nię Jax oraz Shaynę Baszler. 25 czerwca na odcinku SmackDown, WWE official Sonya Deville mianowała Carmellę, dwukrotną zwyciężczynię Money in the Bank, jako pierwszą z czterech uczestniczek SmackDown. Liv Morgan, która walczyła z Carmellą i pokonała ją w poprzednim tygodniu, miała problem, ponieważ Carmella nie wzięła udziału w walce kwalifikacyjnej, aby zdobyć swoje miejsce. Deville następnie kazała Morganowi zmierzyć się z Carmellą, aby udowodnić, że zasłużyła na udział w walce, a następnie Morgan pokonała Carmellę; jednak Deville nie dodała jej do walki. W następnym tygodniu Deville mianowała Zelinę Vegę, która powróciła do WWE po jej zwolnieniu w listopadzie 2020 roku, drugą uczestniczką SmackDown w walce. Morgan ponownie skonfrontowała się z Deville, że Vega nie musi się zakwalifikować. Zwróciła również uwagę na fakt, że udowodniła swoją wartość pokonując Carmellę i nie została dodana, ale ponownie sprawdzi się w walce z Vegą. Morgan następnie pokonała Vegę, ale nadal nie została dodana. 9 lipca Carmella została usunięta z walki, ponieważ została wymieniona jako zastępczyni Bayley w walce o SmackDown Women’s Championship przeciwko Biance Belair z powodu kontuzji Bayley. Morgan po raz kolejny skonfrontowała się z Deville, że dała Carmelli szansę, mimo że jej nie zdobyła; chociaż zirytowana przerwaniem Morgan, Deville mianowała Morgan zastępcą Carmelli w Money in the Bank ladder matchu. WWE Women’s Tag Team Championki Natalya i Tamina zostały ogłoszone jako ostatnie dwie uczestniczki SmackDown odpowiednio 12 i 15 lipca za pośrednictwem Twittera. 
21 czerwca na odcinku Raw, gdy WWE Champion Bobby Lashley i jego menedżer MVP celebrowali zwycięstwo Lashleya nad Drew McIntyre’em na Hell in a Cell poprzedniego wieczoru, przerwali im The New Day (Kofi Kingston i Xavier Woods). Kingston przypomniał Lashleyowi, że pokonał go w non-title matchu 17 maja na odcinku Raw i że nigdy nie otrzymał rewanżu o tytuł po tym, jak przegrał mistrzostwo z Brockiem Lesnarem na 20. rocznicę SmackDown w październiku 2019 roku. Kingston następnie wyzwał Lashleya na walkę o tytuł. Lashley się zgodził, a walkę zabookowano na Money in the Bank.
Na gali Hell in a Cell, Charlotte Flair pokonała Raw Women’s Champion Rheę Ripley przez dyskwalifikację po tym, jak Ripley zaatakowała Flair górną okładką stołu komentatorskiego; jednak, ponieważ tytuły nie zmieniają właściciela przez dyskwalifikację, chyba że postanowiono inaczej, Flair nie zdobyła tytułu. Następnej nocy na odcinku Raw Flair stwierdziła, że jest „dumna” z Ripley i powiedziała Ripley, że nigdy nie widziała jej jako „strategicznej mistrzyni”. WWE official Sonya Deville ogłosiła rewanż pomiędzy nimi o tytuł na Money in the Bank.
Na WrestleManii 37 w kwietniu, Roman Reigns pokonał Edge’a i Daniela Bryana w Triple Threat matchu, aby zachować Universal Championship. 25 czerwca na odcinku SmackDown Reigns i jego specjalny doradca Paul Heyman mieli przemówienie o Universal Championship. Heyman stwierdził, że Reigns pokonał wszystkich czołowych rywali SmackDown i że nie został nikt, kto mógłby rzucić wyzwanie Reignsowi. Następnie Edge niespodziewanie powrócił po dwumiesięcznej przerwie i zaatakował Reignsa, a także zaatakował Jimmy’ego Uso, który przyszedł z pomocą Reignsowi. Na Talking Smac następnego dnia ujawniono, że Edge skonfrontował się z WWE officials Adamem Pearcem i Sonyą Deville i zażądał pojedynku jeden na jednego z Reignsem o tytuł w Money in the Bank, który pierwotnie miał zdobyć tytuł na WrestleManii zanim Bryan wszedł do walki. Pearce następnie przyznał mu walkę. W następnym tygodniu Edge wyjaśnił, że przegrana na WrestleManii wpłynęła na niego psychicznie, dlatego wziął ostatnie dwa miesiące wolnego. 

#### Anulowana walka
Na gali Hell in a Cell, Bianca Belair pokonała Bayley w Hell in a Cell matchu, aby zachować SmackDown Women’s Championship. Na następnym odcinku SmackDown obaj brali udział w Mixed Tag Team matchu, w którym Bayley przypięła Belair. W następnym tygodniu Bayley stwierdziła, że zwycięstwo Belair na Hell in a Cell było szczęśliwym trafem, powołując się na własne zwycięstwo nad Belair w Mixed Tag Team matchu. Belair następnie wyszła i wyzwała Bayley na „I Quit” match z tytułem na szali na Money in the Bank, a Bayley zaakceptowała. Jednak 9 lipca WWE ogłosiło, że Bayley doznała kontuzji podczas treningu, która odsunęła ją na 9 miesięcy; po tym nastąpiło ogłoszenie, że zastępca Bayley zostanie ujawniony tego wieczoru na SmackDown. Carmella została ujawniona jako zastępczyni, a walka została zmieniona na zwykły pojedynek, który zamiast tego miał miejsce 16 lipca na odcinku SmackDown, gdzie Belair zachowała tytuł.

## Wyniki walk
| Nr                                                                   | Wyniki | Stypulacje                                                                | Czas  |
| -------------------------------------------------------------------- | --- | ------------------------------------------------------------------------- | ----- |
| 1P                                                                   | The Usos (Jey Uso i Jimmy Uso) pokonali Reya Mysterio i Dominika Mysterio (c)                                       | Tag Team match o WWE SmackDown Tag Team Championship                      | 11:25 |
| 2                                                                    | Nikki A.S.H. pokonała Alexę Bliss, Asukę, Liv Morgan, Naomi, Natalyę, Taminę i Zelinę Vegę                          | Money in the Bank ladder match o kontrakt na walkę o kobiece mistrzostwo  | 15:45 |
| 3                                                                    | AJ Styles i Omos (c) pokonali The Viking Raiders (Erika i Ivara)                                                    | Tag Team match o WWE Raw Tag Team Championship                            | 12:55 |
| 4                                                                    | Bobby Lashley (c) (z MVP) pokonał Kofiego Kingstona poprzez techniczne poddanie                                     | Singles match o WWE Championship                                          | 7:35  |
| 5                                                                    | Charlotte Flair pokonała Rheę Ripley (c) poprzez submission                                                         | Singles match o WWE Raw Women’s Championship                              | 16:50 |
| 6                                                                    | Big E pokonał Drew McIntyre’a, Johna Morrisona, Kevina Owensa, Kinga Nakamurę, Ricocheta, Riddle’a i Setha Rollinsa | Money in the Bank ladder match o kontrakt na walkę o światowe mistrzostwo | 17:40 |
| 7                                                                    | Roman Reigns (c) (z Paulem Heymanem) pokonał Edge’a                                                                 | Singles match o WWE Universal Championship                                | 33:10 |
| (c) – mistrz/mistrzyni przed walkąP – walka miała miejsce w pre-show | |                                                                           |       |